# محمد بن الصباغ
محمد بن الصباغ (توفي 1640)، المعروف أيضًا باسم دان مارينا، كان عالمًا إسلاميًا من القرن السابع عشر من كاتسينا. ويعتبر أحد القديسين الثلاثة في كاتسينا، إلى جانب دان ماسانيه، ودان توكوم. وحتى يومنا هذا، يواصل المسلمون الصوفيون، وخاصة من كاتسينا، الحج إلى قبره للزيارة. في عشرينيات القرن التاسع عشر، زار عالم سوكوتو عبد القادر دان تافا قبره للزيارة، بينما وصفه محمد بيلو، أول سلطان لسوكوتو، في كتابه " إنفاق الميسور" عام 1812، بأنه "الأستاذ" و"المكشاف" و"دهليز العلم ". ومن أشهر مؤلفاته شرحه لكتاب العشرينيات لعبد الرحمن بن يخفتان الفزازي.

## الحياة
كان والد دان مارينا، عربي هاجر إلى سلطنة كانو من "الشرق"، استضافه صباغ يدعى كايابا. كانت والدته ابنة ساركين كاتسينا [الإنجليزية] محمود.: 31 
لا يُعرف الكثير عن حياة دان مارينا المبكرة. وفقًا لأسطورة محلية في كاتسينا، توفيت والدته أثناء الولادة وتم دفنها قبل ولادته. وبعد دفنها قيل إنه "خرج" من القبر. وبعد عدة ليالٍ، لاحظ مالك بعض حُفر الصباغة في المنطقة تناثر اللون النيلي من حُفره على الأرض لليالٍ متتالية. عازمًا على القبض على الجاني، بقي مستيقظًا ليلة واحدة واكتشف أنه كان شابًا يُدعى دان مارينا يلعب حول الحفر قبل أن يلوذ بالفرار. وبعد أن تبعه الصباغ، وجده نائمًا بجانب قبر أمه في المقبرة. ثم أخذه الصباغ ورباه كجزء من عائلته.: 57
خلال منتصف القرن السابع عشر، تشكلت في كاتسينا طبقة مثقفة من المسلمين (مالاماي) وكان لها نفوذ كبير في بيرنين كاتسينا [الإنجليزية] ومراكز حضرية أخرى. ومن بين الملاماي المؤثرين كان دان مارينا الذي عاش في حي مارينا في بيرنين كاتسينا.: 27 كان عالمًا نشيطًا، وله مؤلفات عديدة، من أهمها شرحه على العشريات لعبد الرحمن بن يخفتان الفزازي. ومن أهم أعماله قصيدة ألفها احتفالًا بانتصار برنو تحت قيادة ماي علي ضد كواررافا [الإنجليزية].: 22: 132 تُعد هذه القصيدة واحدة من أقدم القطع الأدبية الهوسية [الإنجليزية] التي تم تأليفها باللغة العربية.: 308 
يعد موقع دفن دان مارينا أحد أبرز المقابر في ولاية كاتسينا، حيث اختار العديد ممن يقدسونه كولي أن يتم دفنهم بالقرب منه. ومن بين المدفونين شخصيات بارزة مثل الموسيقيين والعلماء الإسلاميين والسياسيين، بما في ذلك عمر يارادوا، الرئيس الثالث عشر لنيجيريا، إلى جانب شقيقه الجنرال شيخو يارادوا [الإنجليزية]، ووالدهما موسى يارادوا [الإنجليزية].